# Slagt mig nøgen
|  | Denne artikel er oprettet af botten Steenthbot ud fra en ekstern database. Den kan derfor have sproglige fejl eller mangler. Denne skabelon kan fjernes efter kontrol af indholdet. |

Slagt mig nøgen er en dansk spillefilm fra 2015 instrueret af Sune Rolf Jensen.

## Handling
En psykopat er løs i Danmark, og ingen kan føle sig sikker. Med sin sløve køkkenkniv slagter morderen sig gennem byen, og alle, der kommer i vejen, får en tur med kniven.

## Medvirkende
- Dominik Metzger, The Killer
- Dinna Ophelia Hæklund, Daughter
- Isabella Erichsen, Demon
- Louise Løve Andersen, Dream Woman
- Søren Bohn, Taxi Driver
- Jimmy Christensen, Party Guy
- Ida Damsgaard, Sex Girl
- Lars Hansen, Sleeper
- Jens Olav Jensen, Party Guy
- Julie Cathrine Jensen, Drawer's Girlfriend
- Sune Rolf Jensen, Drawer
- Suzanne Jensen, Mother
- Kasper Juhl, Sex Guy
- Maria Jæger, Poster Girl
- Andreas Peter Dising Lausten, The Killer, 9 Years Old
- René Lefévre, Father
- Niklas Nehm, Little Brother
- Benjamin Vilmann, Beerrunner